# Józef Stanisław Wierzbicki
Józef Stanisław Wierzbicki, ps. Alfons Lati (ur. 12 lutego 1853 w Henrykówce na Podolu, zm. 1932 w Nowogródku) – polski poeta, dramatopisarz, krytyk literacki i publicysta przełomu pozytywizmu oraz Młodej Polski, uważany za jednego z przedstawicieli parnasizmu oraz neoromantyzmu.

## Życie
Kształcił się w gimnazjum w Kamieńcu Podolskim. Wpierw studiował medycynę, a następnie prawo na Kijowskim Uniwersytecie Narodowym im. Tarasa Szewczenki. Od 1880 roku pracował jako adwokat w Mińsku, aby po 1918 roku zamieszkać na stałe w Polsce. Prowadził spokojne i dostatnie życie. Jako poeta zadebiutował w 1873 roku na łamach „Kłosów”, gdzie dwa lata później opublikował także poemat Sen, później współpracował także z „Tygodnikiem Illustrowanym”, „Prawdą” oraz „Głosem”. W 1905 został uczczony jubileuszem z okazji trzydziestolecia pracy pisarskiej.

## Twórczość
Głównym dziełem Wierzbickiego było trzytomowe wydanie poezji lirycznych, Poezje (t. 1:1882, t. 2: 1884, t. 3: 1894), które łączyły klasycystyczną formę, wrażliwość na krajobraz polskiej wsi oraz tematykę refleksyjno-filozoficzną. Historycy literatury zaliczają go do grona epigonów romantyzmu, pomimo iż jego poetyka zdradzała częste inspiracje werystyczne, które nie mieściły się w typowo romantycznej filozofii twórczej. Stąd inni klasyfikują poezje Wierzbickiego jako przejaw realizmu, a nawet naturalizmu w poezji polskiej.
Na uwagę zasługują również filozoficzno-refleksyjne zbiory wierszy Wierzbickiego. Niektóre z nich, takie jak O brzasku i Księga ciszy, choć zostały „przepojone wiejską prostotą” na poziomie lirycznego, „opisują drogę duszy wzbijającej się ponad świat”. Najczęściej poezję Wierzbickiego kojarzy się przy tym z nurtem reprezentowanym przez Adama Asnyka oraz Marię Konopnicką. 

## Recepcja i krytyka
Twórczość poetycka Wierzbickiego spotkała się z przychylnym odbiorem jemu współczesnych, przy czym niektórzy krytycy zarzucali mu niedostateczne opanowanie warsztatu literackiego. Wilhelm Feldman pisał w swoim wykładzie na temat kultury polskiej przełomu XIX i XX wieku:

Na drugim końcu Rzeczypospolitej, w Mińsku, tworzył i tworzy Józef Wierzbicki, ulegający w początkach prądowi realistycznemu, gdy indywidualność jego występuje silnie w skargach i dumkach, przypominających nieraz Syrokomlę, wzruszających nieraz zwrotem ludowym, barwą pieśni białoruskiej. Ideowo zajmuje poetę walka świata germańskiego ze słowiańskim, a z późno podnieconej fantazji wydobył szereg ballad, nastrojonych na ton bohaterski, zgrzytających jednak za często nie tyle przyłbicą, ile rymem.

## Dzieła

### Zbiory poezji
- 1882: Poezje (I)
- 1884: Poezje (II)
- 1890: Zosia. Księga pamiątek
- 1894: Poezje (III)
- 1898: O brzasku
- 1901: Rapsody
- 1906: Ku słońcu
- 1914: Księga ciszy
- 1922: Księga sonetów

### Powieści poetyckie i poematy
- 1873: Sen
- 1880: Hanka. Powieść podolska
- 1890: Rajgrodzki
- 1910: Atlantyda

### Dramaty
- 1880: Z życia